# Mattie Do
Mattie Do és una directora de cinema laosiana americana. És la primera i única única dona directora de cinema de Laos, i la primera directora de cinema de terror de Laos. La seva primera pel·lícula Chanthaly (2012) (laosià: ຈັນທະລີ) és la primera pel·lícula de terror escrita i dirigida íntegrament a Laos, així com la primera que es va projectar a importants festivals de cinema fora del sud-est asiàtic, com el Fantastic Fest 2013.
La seva segona pel·lícula de terror, Dearest Sister (2016) (laosià: ນ້ອງ ຮັກ), va ser escollida per assistir al Festival de Cannes 2014 com a part del programa La Fabrique des Cinémas du monde. Es va projectar en més de vint festivals de cinema i va ser seleccionada per a participar com La millor pel·lícula de parla no anglesa als 90è Premis de l'Acadèmia (2017), sent la primera vegada que Laos presenta una pel·lícula per a ser considerada en aquesta categoria.
Va rebre el Premi a la millor directora per al seu thriller de ciència-ficció Bor Mi Vanh Chark al Festival Internacional de Cinema Fantàstic de Catalunya 2019.

## Vida personal
Do va néixer a Los Angeles (Estats Units d'Amèrica) de pares immigrants que van deixar Laos durant la revolució comunista. Va tornar a Vientiane el 2010 amb el seu marit per tenir cura del seu pare jubilat. Ella es va formar originalment com a maquilladora i va treballar en produccions cinematogràfiques a Europa i Amèrica abans de convertir-se en consultora de la companyia de cinema més antiga de Laos, Lao Art Media, al seu retorn el 2010. Ella i el seu marit viuen a Vientiane (Laos), i junts van fundar la companyia cinematogràfica Sleepy Whippet Films el 2010.